# Двомовні покажчики

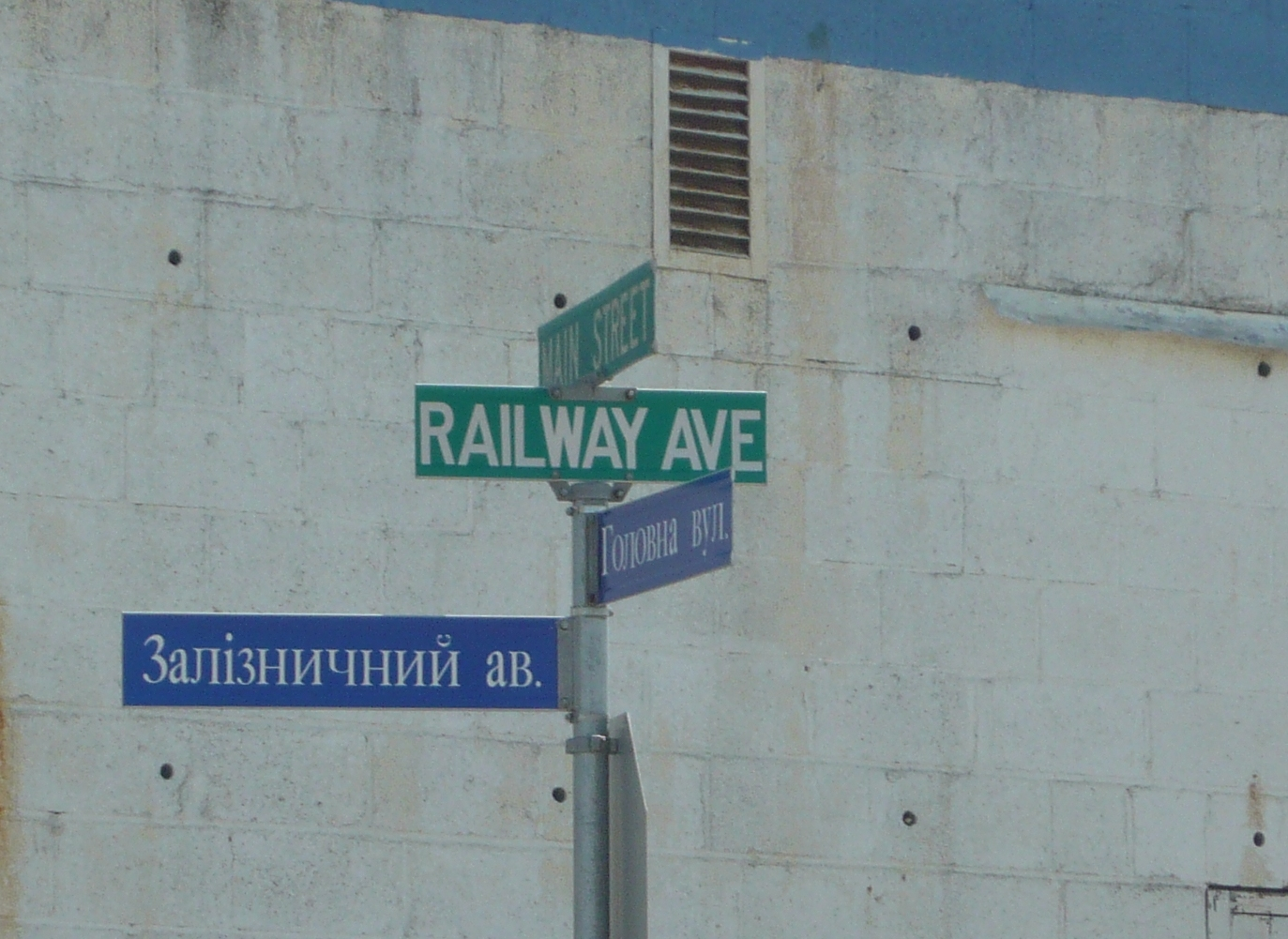
Покажчики англійською та українською в Геффорді, провінція Саскачеван, Канада

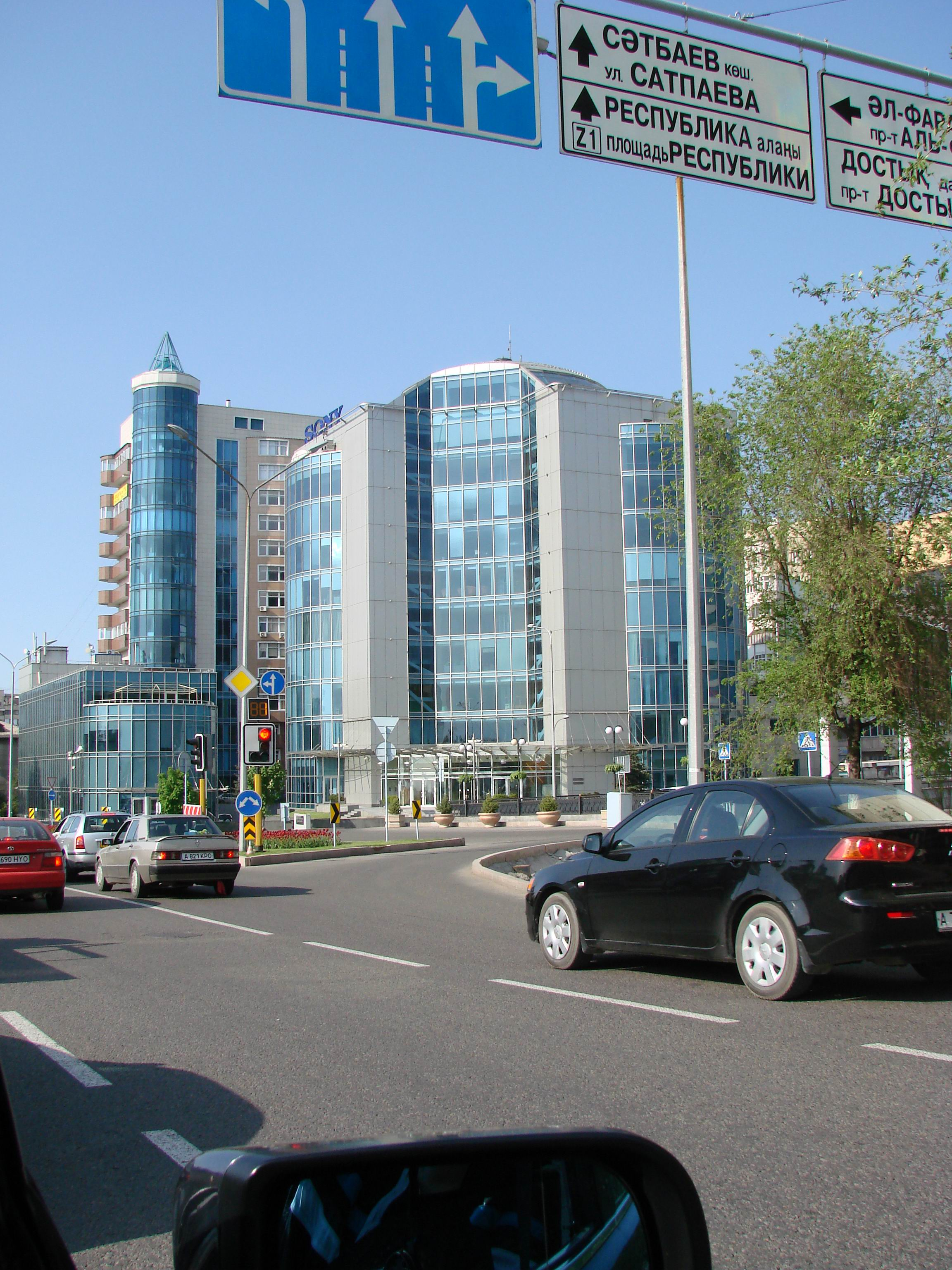
Двомовний покажчик в Алмати

Двомовні (іноді багатомовні) покажчики — інформаційні написи, знаки і трафарети на двох (і більше) мовах. Найширше двомовність використовується в дорожніх покажчиках, табличках населених пунктів, вуличних табличках, меморіальних написах тощо. Найчастіше використовуються також на території великих об'єктів інфраструктури (аеропорти, вокзали, порти, пункти прикордонного контролю, туристичні зони, міжнародні траси, посольства, консульства, двомовні школи і т. д.) Кількість багатомовних покажчиків значно зросла в ХХ столітті, коли багато мов національних меншин отримали писемність та/або офіційний статус на певній території.

## Законодавче врегулювання

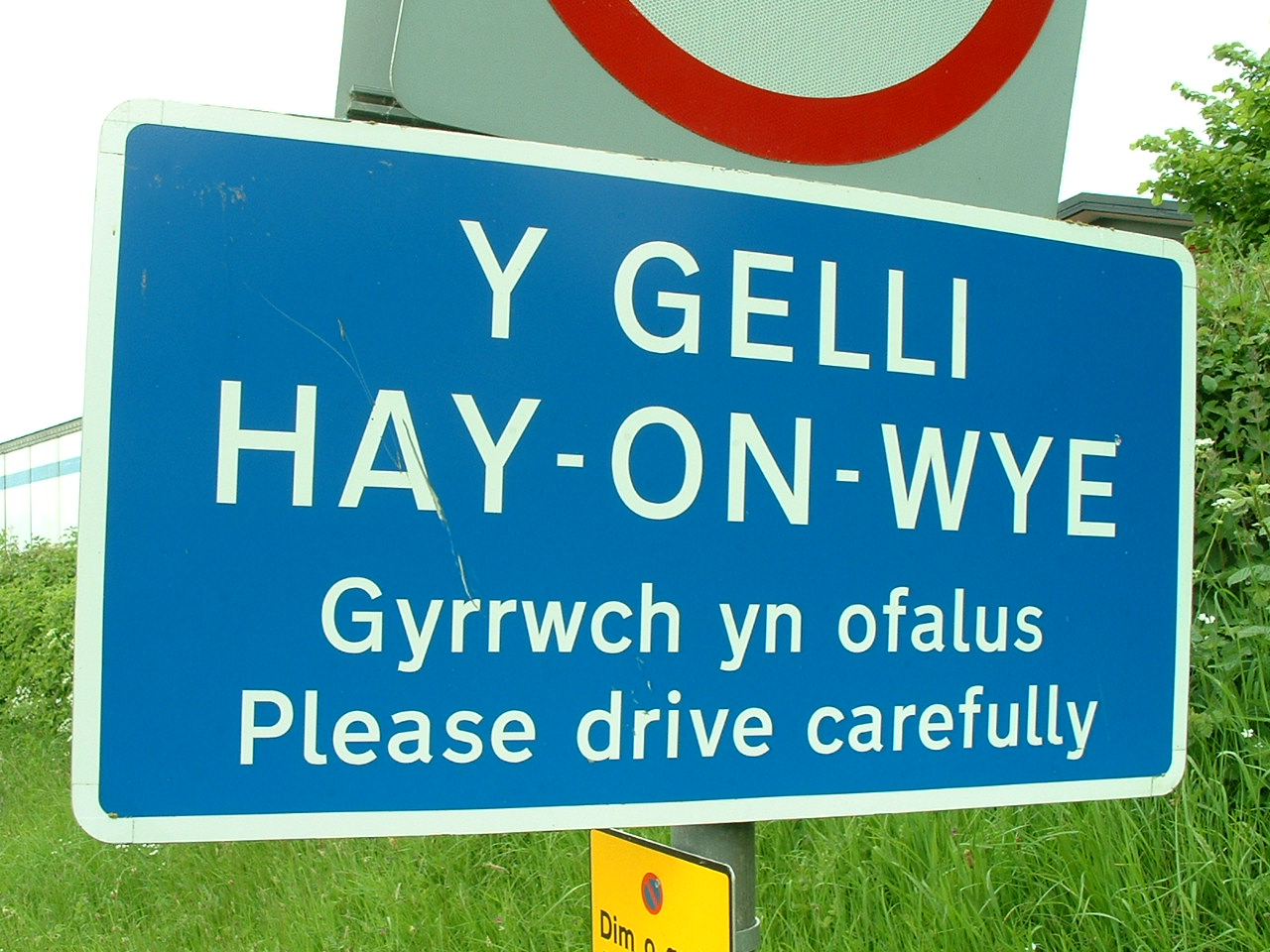
Валлійсько-англійський двомовний покажчик, Хей-он-Уай, Уельс

Використання двох і більше мов на покажчиках зазвичай регулюється місцевим чи федеральним законодавством (у таких країнах, як, наприклад, Росія, Бельгія, Фінляндія, Канада та ін.) Приміром, Брюссельський аеропорт розташований на території, де офіційною мовою є нідерландська, однак інформаційні повідомлення в самому аеропорту подані французькою, нідерландською, німецькою та англійською мовами. Слід зазначити, що вживання двомовних покажчиків є одним з найважливіших символів визнання офіційного статусу використовуваних мов.
Не підкріплена офіційним законодавством двомовність і багатомовність також часто зустрічається в інформаційних покажчиках багатьох прикордонних регіонів, у великих торгових об'єктах різних країн (наприклад, вживання угорської і сербсько-хорватської мов поряд з італійською в об'єктах торгівлі міста Трієст, Італія; також написи російською мовою є в багатьох регіонах Туреччини, у прикордонних з Росією і Казахстаном регіонах Китаю). Часто неофіційно двомовні покажчики присутні і в кварталах компактного проживання іммігрантів, вихідців з однієї країни (наприклад, Чайнатаун). У деяких випадках, особливо в країнах з переважаючим нелатинським алфавітом (Греція, ОАЕ та ін) дублювання напису відбувається на основі латинської графіки.

## Мовні конфлікти
Зміни статусу тієї чи іншої мови знаходять своє відображення у вуличних покажчиках і часто призводять до гострих мовним конфліктам між двома і більше громадами. Часто двомовні дорожні покажчики стають об'єктами вандалізму.